# Cat Spring
Cat Spring è una comunità non incorporata degli Stati Uniti d'America, situata nella contea di Austin dello Stato del Texas. Secondo il censimento effettuato nel 2000 abitavano nella comunità 76 persone.

## Geografia
La comunità è situata all'intersezione tra la FM 2187 e la 949, nella parte occidentale della contea.

## Galleria d'immagini

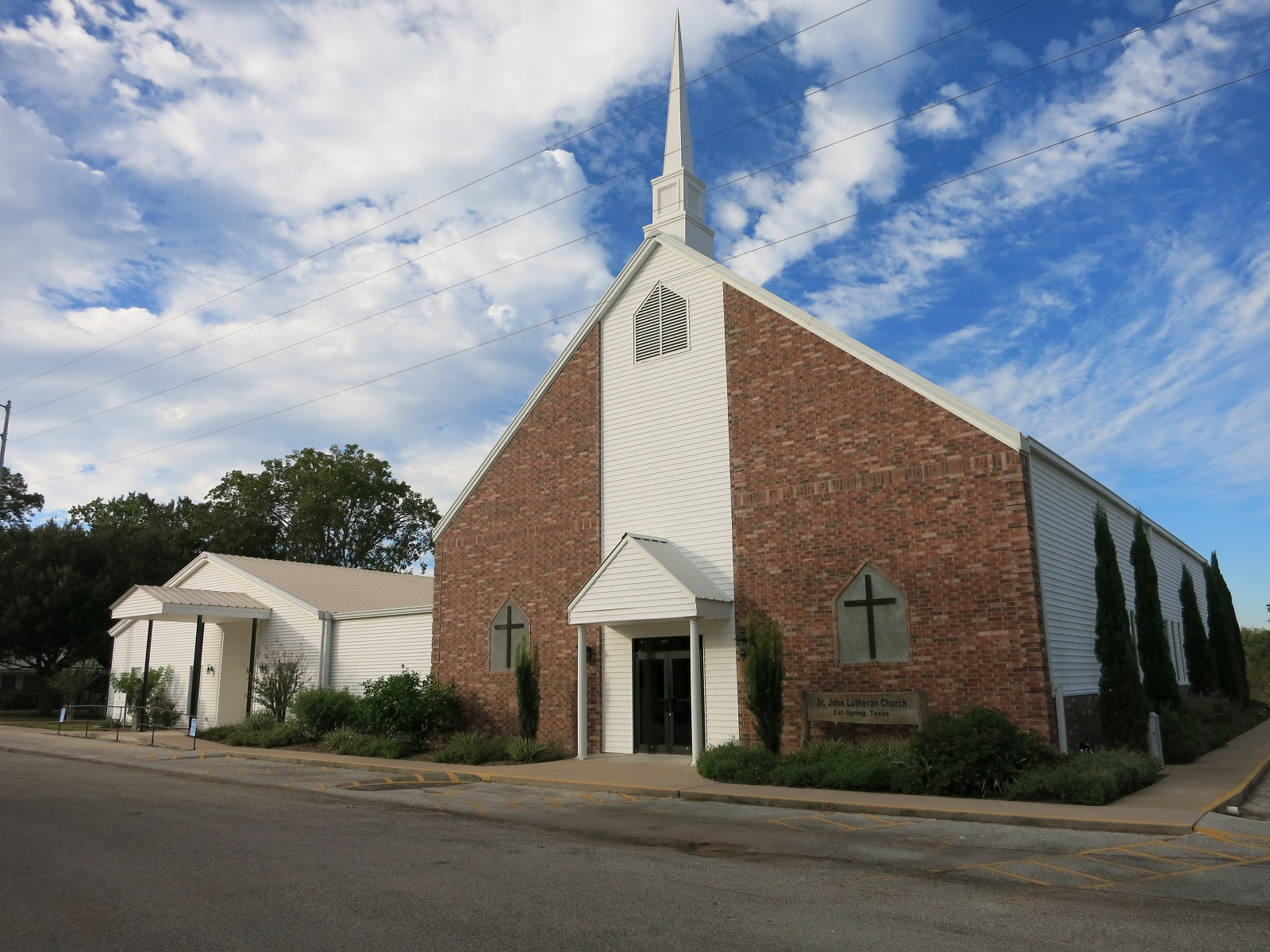
La St. John Lutheran Church si trova sulla 480 Ross Street.
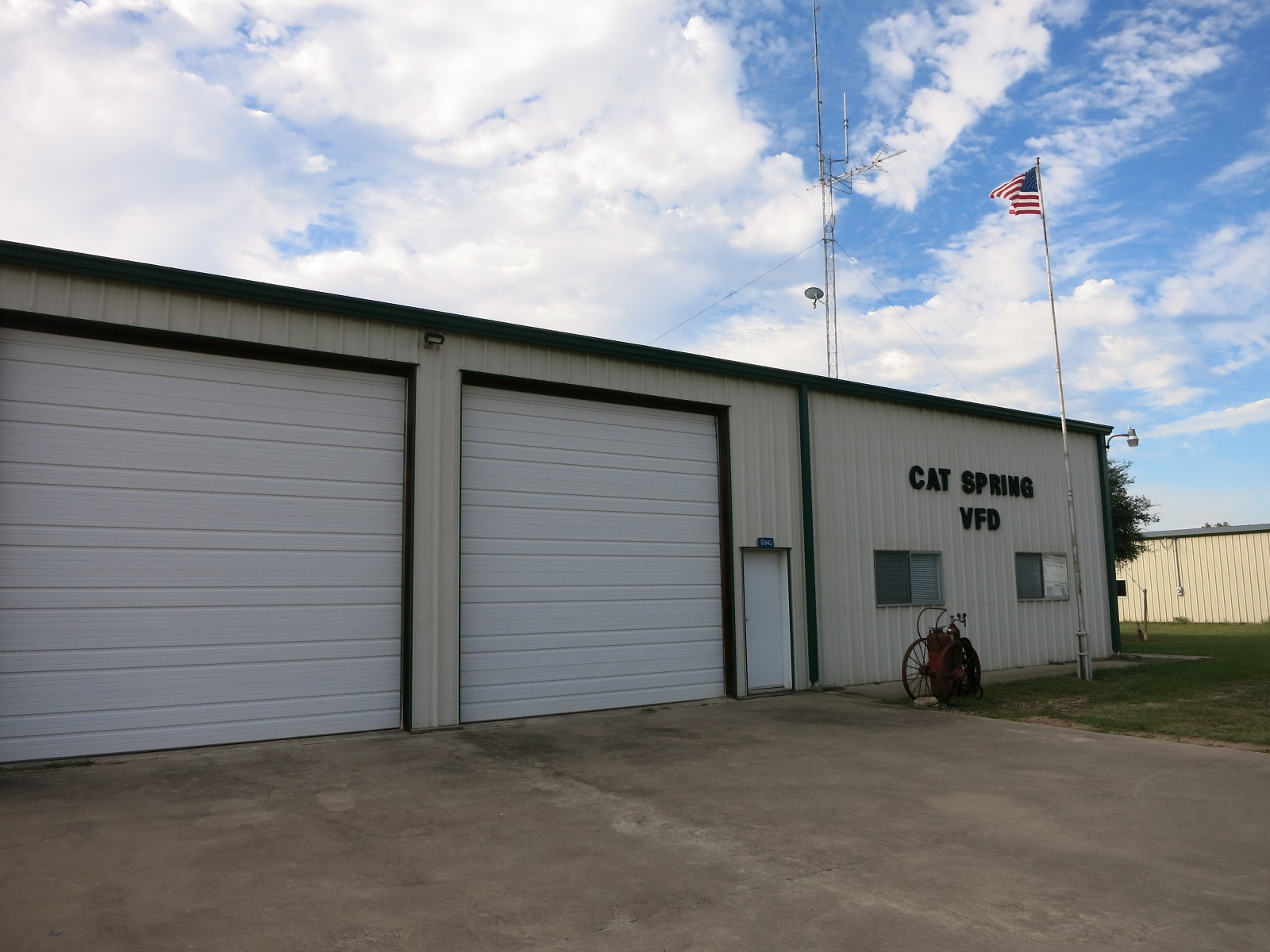
Il Cat Spring Volunteer Fire Department sulla FM 949.